# 安托尼夫卡 (柳巴希夫卡區)
47°55′0″N 30°15′24″E / 47.91667°N 30.25667°E
安東尼夫卡（烏克蘭語：Антонівка）是位於烏克蘭西南部的村莊，由敖德萨州波季利斯克区的柳巴希夫卡市鎮負責管轄。該村始建於1840年，面積0.99平方公里，海拔高度97米，2001年人口191，人口密度每平方公里194.3人。